# IC 4275
IC 4275 је спирална галаксија у сазвјежђу Хидра која се налази на листи објеката дубоког неба у Индекс каталогу.
Деклинација објекта је - 29° 43' 56" а ректасцензија 13h 31m 51,1s. Привидна величина (магнитуда) објекта IC 4275 износи 13,4 а фотографска магнитуда 14,2. Налази се на удаљености од 51,253 милиона парсека од Сунца. IC 4275 је још познат и под ознакама ESO 444-67, MCG -5-32-38, IRAS 13290-2928, PGC 47573.